# Arauca (stad)
Arauca is de hoofdstad van het departement Arauca in Colombia. De stad heet voluit ook wel Villa de Santa Bárbara de Arauca en telt 39.518 inwoners.
De stad is de zetel van het rooms-katholieke bisdom Arauca.

## Geografie
Het gebied is erg vlak en is daardoor vaak het slachtoffer van overstromingen. De rivier de Arauca scheidt de stad van Venezuela. 

## Geschiedenis
De regio Arauca werd door de Duitse conquistador Jorge de la Espira, ook wel Georg van Speyer, in 1536 ontdekt. Hij bleef niet omdat hij El Dorado zocht. Later volgdende Jezuïeten en zij stichtten er de eerste nederzettingen.
Arauca is gesticht op 4 december 1780 door Juan Isidro Daboín. Het is gelegen op een plek die werd bevolkt door tien families, ook wel de Guahibo genoemd. Arauca is vernoemd naar de gelijknamige rivier die op zijn beurt weer was vernoemd naar de inheemse volkeren, de Arauca.
De stad is de 'oliehoofdstad' van Colombia sinds 1986 en de hoofdstad van het departement Arauca sinds 1991.

## Economie
Sinds de stichting is het bedrijfsleven vooral gericht op de veeteelt. Meer en meer wordt echter nabijgelegen aardolie geëxploiteerd; mede daardoor is het inkomen van de gemeente de laatste jaren sterk gestegen. Onder meer een brugverbinding met Venezuela is gebouwd, alsmede een snelweg naar Bogota. Hierdoor is ook de economie sterk gestimuleerd.